# Hatsoros varjúháj
A hatsoros varjúháj (Sedum sexangulare) a kőtörőfű-virágúak (Saxifragales) rendjébe, ezen belül a varjúhájfélék (Crassulaceae) családjába és a fáskövirózsa-formák (Sempervivoideae) alcsaládjába tartozó faj.

## Előfordulása
A hatsoros varjúháj előfordulási területe majdnem az egész Európa; kivéve a legnyugatibb és legdélibb partokat. Az eredeti elterjedési területein és a világ más részein is, kerti dísznövényként termesztik.

## Megjelenése
Körülbelül 15 centiméter magas pozsgás, évelő és örökzöld növényfaj. A tudományos, sexangulare fajnevét a hatszor csavarodott leveleiről kapta. A növény igen hasonlít a borsos varjúhájra (Sedum acre), azonban a levelei rövidebbek és tömöttebben ülnek. A virágai sárga színűek és csillag alakúak.

## Életmódja
Egyaránt kedveli a nedves és száraz talajokat. Nagy napfényre van szüksége. Június-júliusban virágzik; a megporzást a méhfélék (Apidae) és egyéb rovarok végzik.

## Képek

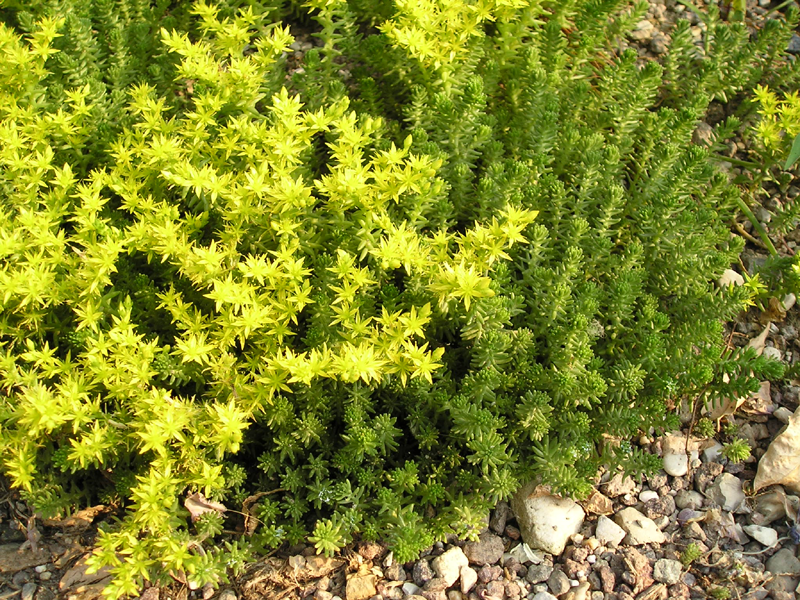
A növény
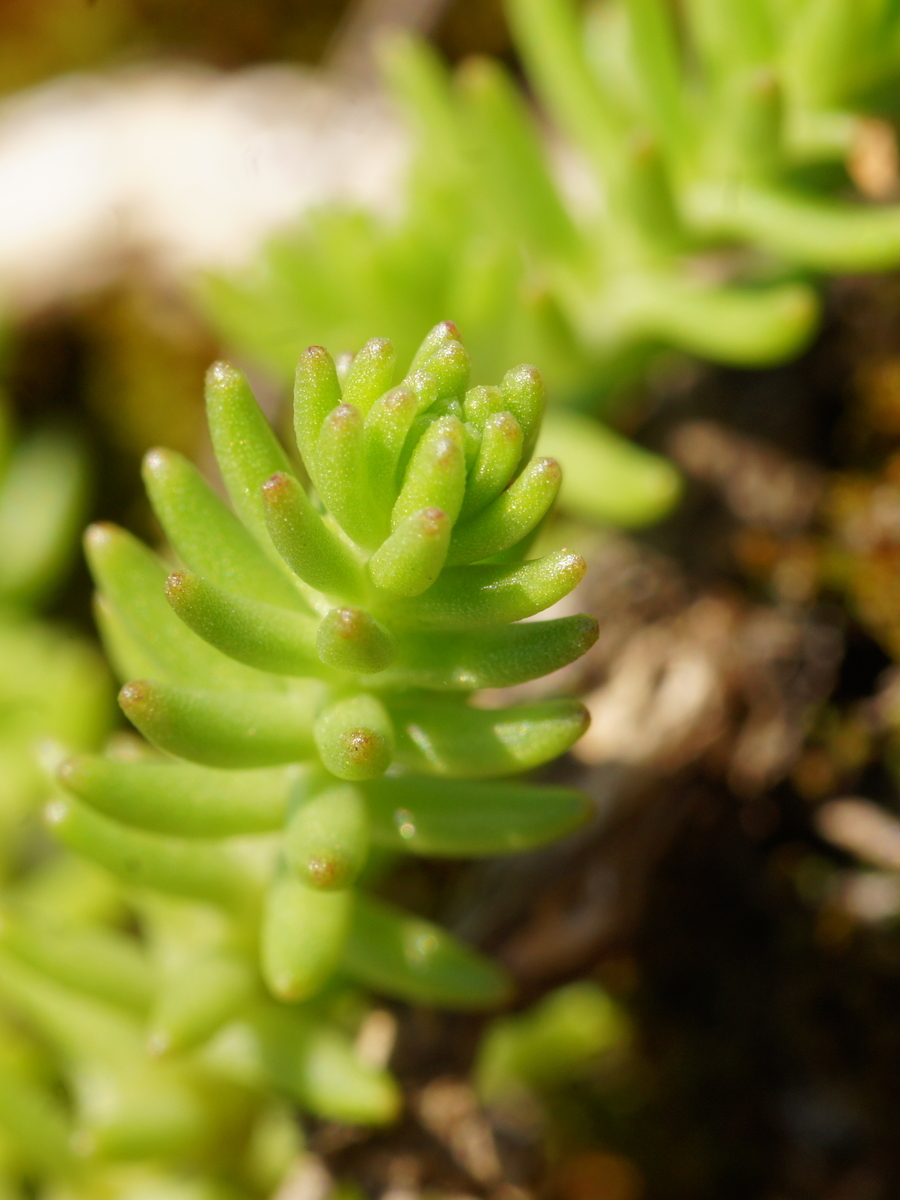
Levelei közelről
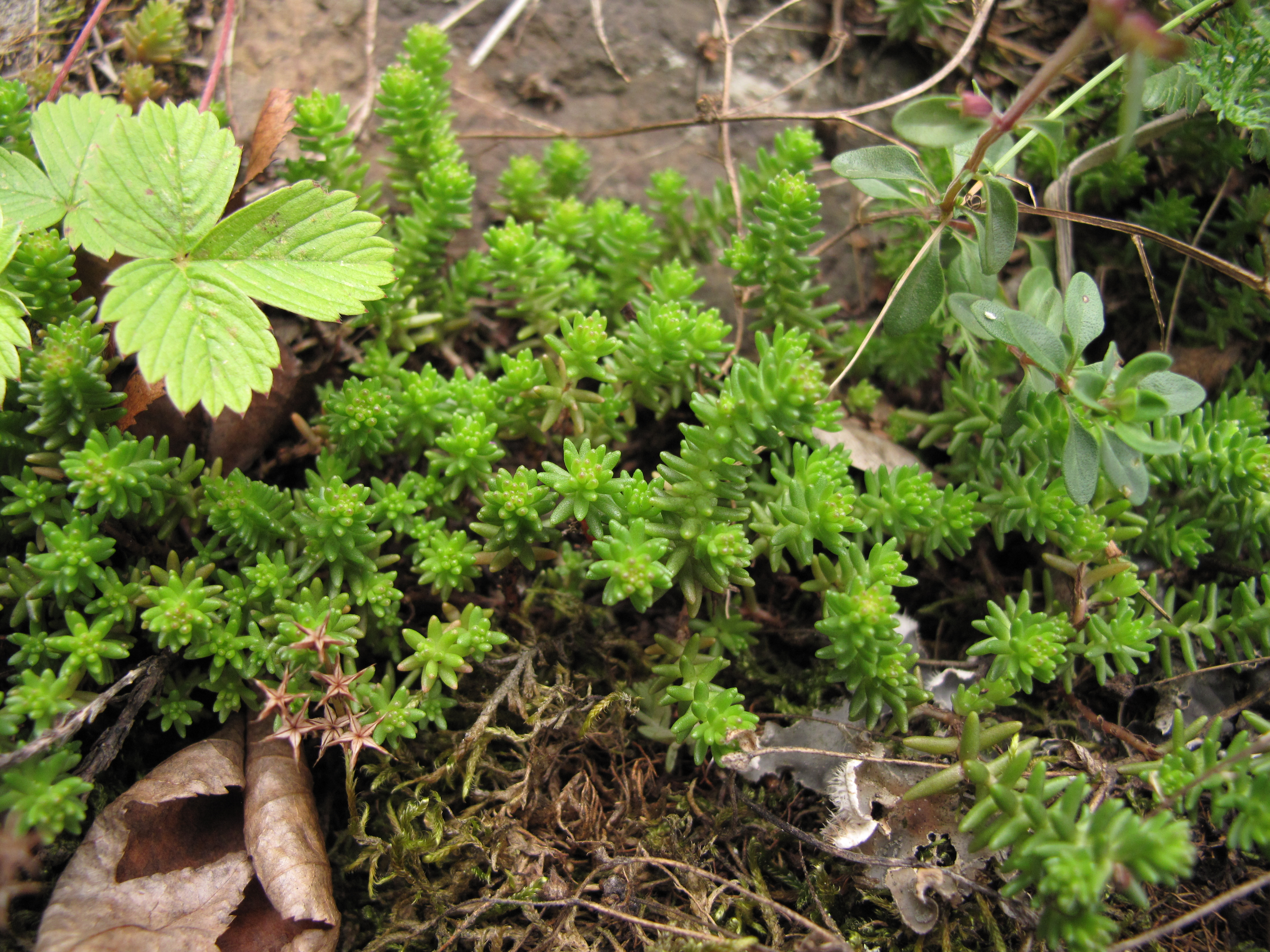
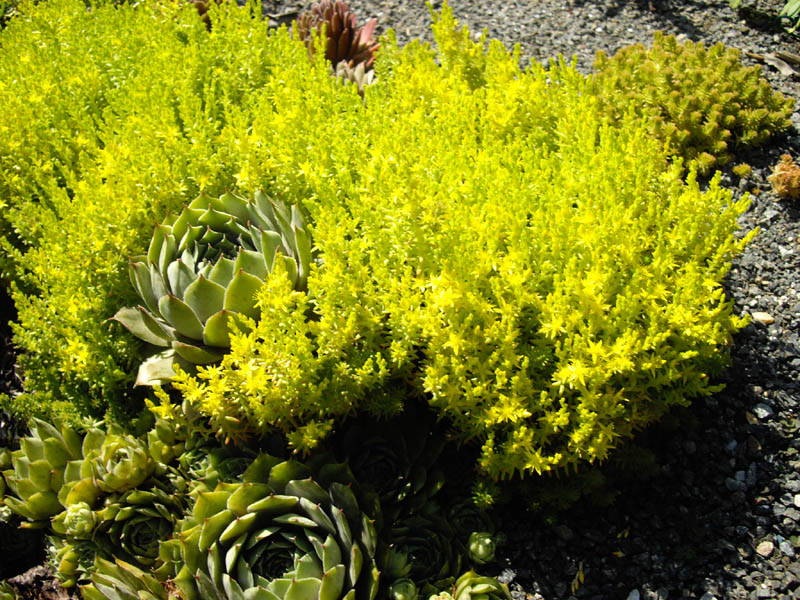
Más pozsgásokkal társulva

## Fordítás
- Ez a szócikk részben vagy egészben  a   Sedum sexangulare című angol Wikipédia-szócikk ezen változatának fordításán alapul.  Az eredeti cikk szerkesztőit annak laptörténete sorolja fel. Ez a jelzés csupán a megfogalmazás eredetét és a szerzői jogokat jelzi, nem szolgál a cikkben szereplő információk forrásmegjelöléseként.